# Jacques Callot

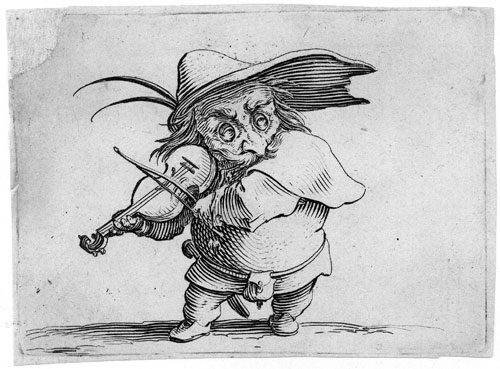
Ilustracja z cyklu 20 Gobbi, czyli Kalek

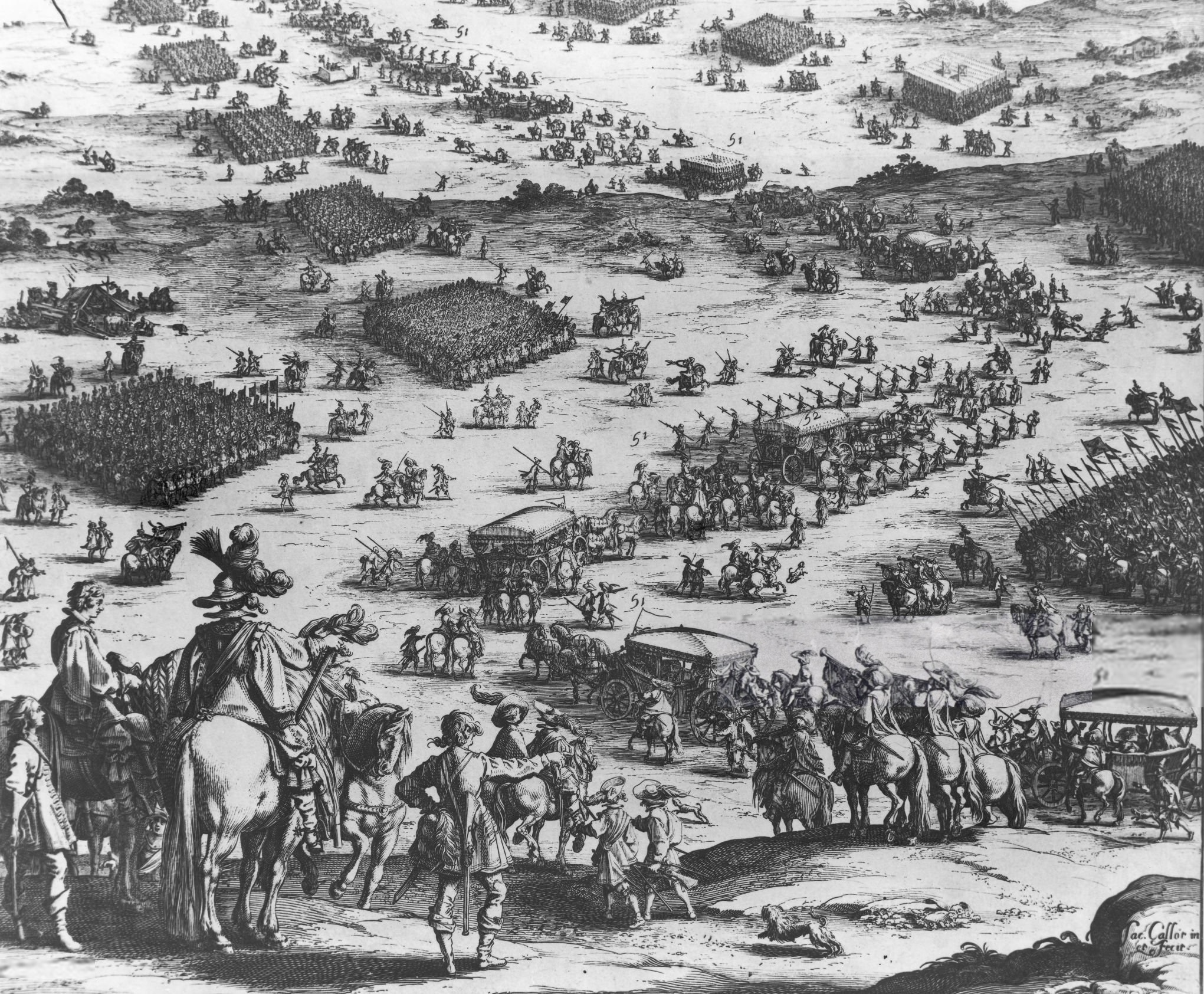
Zdobycie Bredy (fragment), 1625

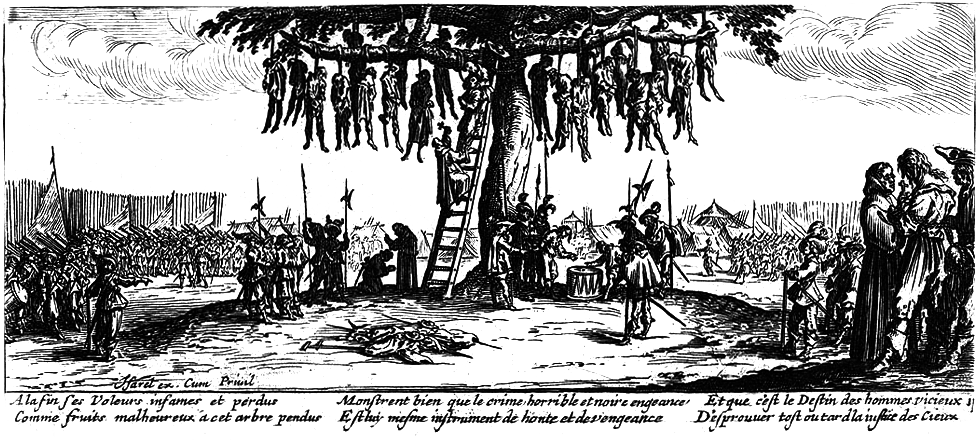
Grafika z cyklu Okropności wojny

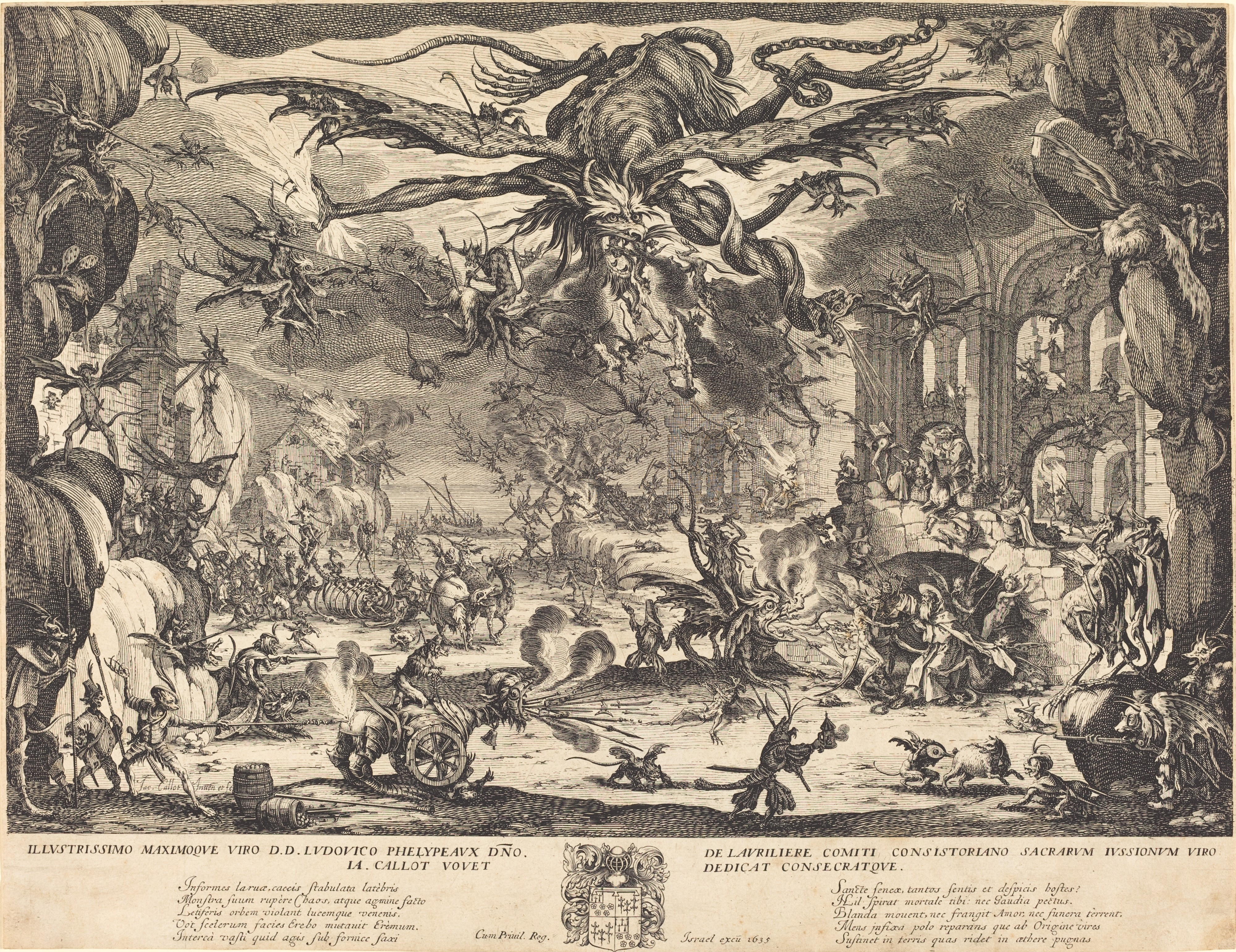
Kuszenie św. Antoniego (druga wersja), 1635

Jacques Callot (ur. 1592 w Nancy, zm. 24 marca 1635 tamże) – francuski rysownik i grafik z Lotaryngii, tworzący w stylu manierystycznym.
Początkowo uczył się w Nancy. Od około 1608-1611 roku przebywał we Włoszech – najpierw w Rzymie, gdzie uczył się u rytownika Philippe’a Thomassina, a później we Florencji, w której pracował dla Medyceuszy. W 1621 roku powrócił do rodzinnego Nancy, skąd wyjeżdżał m.in. do Paryża i Brukseli. Definitywnie w Nancy osiadł w 1632 roku i zapewne był świadkiem zajęcia księstwa Lotaryngii przez Francuzów; najprawdopodobniej to właśnie to wydarzenie z końca wojny trzydziestoletniej doprowadziło go do stworzenia cykli Okropności wojny, wyprzedzających o niemal 200 lat cykl Francisca Goi.
Zajmował się niemal wyłącznie grafiką, a jego spuścizna obejmuje ok. 1400-1500 rycin i ok. 2000 rysunków, rozsianych po różnych kolekcjach i muzeach. Jego prace przedstawiały sceny rodzajowe, historyczne, religijne, widoki miasta, portrety, karykatury, postacie z commedia dell’arte, typy ludowe (żebracy, Cyganie). Najwcześniejszą znaną pracą jest rycina z 1607 roku, przedstawiająca Karola III, księcia Lotaryngii. Stworzył kilka cykli graficznych, m.in. Gobbi, Pantalone, Capricci di varie figuri (1617) oraz dwa wspomniane już cykle Okropności wojny z lat 1632 i 1633. Jest także autorem Kuszenia św. Antoniego (dwie wersje), Zdobycia Bredy (1625), Zdobycia La Rochelle (1629), ilustracji książkowych i innych.
Jego grafiki charakteryzują się wysokim poziomem, zarówno od strony artystycznej, jak i technicznej. Callot często stosował mocne efekty światłocieniowe i dynamizm. Wykazywał wnikliwą obserwację człowieka oraz umiejętność komponowania scen wielopostaciowych.
Jego bratanek Claude Callot był nadwornym malarzem na polskich dworach królewskich w XVII w.